# Liczby nadmiarowe
Liczba nadmiarowa (liczba nadmierna) – liczba naturalna, która jest mniejsza od sumy swoich dzielników właściwych, to znaczy zachodzi dla niej nierówność {\displaystyle \sigma (n)>2n,} gdzie {\displaystyle \sigma } to funkcja sigma.
Liczbami nadmiarowymi są wielokrotności liczb nadmiarowych i doskonałych. Każda liczba większa od 20161 może być wyrażona jako suma dwóch liczb nadmiarowych. Najmniejszą nieparzystą liczbą nadmiarową jest 945. W parze liczb zaprzyjaźnionych mniejsza z nich jest nadmiarowa.
| n-ta liczba nadmiarowa | 1  | 2  | 3  | 4  | 5  | 6  | ...(ciąg A005101 w OEIS) |
| ---------------------- | -- | -- | -- | -- | -- | -- | ------------------------ |
| wartość liczbowa       | 12 | 18 | 20 | 24 | 30 | 36 | ...(ciąg A005101 w OEIS) |